# دولار فضي
الدولار الفضي هي سمكة تعيش مع أبناء عائلتها من البيرانا في نهر الأمازون في غير مكان وجود البيرانا حيث أن السلفر دولار بسبب طبيعة جسمه وفمه وخوفه مهربه اك البيرانا وهربه منها على مدار العام اعتاد على أكل النباتات أما البيرانا بسبب أسنانه القاطعة وشراسته الغريزية اعتاد تناول اللحوم. السمكة سريعة السباحة وتقدر سرعتها ب 20 ط 20 كم بالساعة، كما تعيش في كل الأجواء المائية ولكنها تفضل التيارات المائية الهادئة. لون الزعنفة الشرجية عند الذكر يكون أشد احمراراً بكثير من كونه عند الأنثى، وثانيهما في الزعنفة الظهرية عند الذكر أمتد الجزء الأمامي وتقوص إلى ما يشبه شحمة الأذن أو المنجل أما في الأنثى فهو مستقيم ويبقى على حاله.